# Кијакато
Кијакато или Гијакато († 24. март 1295) био је илкан, тј. кан Илканата, монголског каната са центром у Персији (1291—1295) из династије Бориџигин. Био је син Абака-кана, такође илкана, брат Аргун-кана, претходног илкана, и унук оснивача каната Хулагу-кана.

## Порекло и младост
Кијакато је био син Абака-кана и Нукдан-катун. Његово место и година рођења су непознати.
Поставши илкан, 1284. године његов брат Аргун га је прогласио за гувернера Рума, најзападнијег дела Илканата. Током његовог службовања долази до великог јачања Турака Османлија на западном делу Мале Азије, који 1288. године односе победу над Византијском војском код Мелангине, где потом преносе престоницу, и освајају Караџахисар.

## Илкан

### Почетак владавине
Године 1291. Аргун је умро и Кијакато се дочепао власти у Илканату, пошто се његов законити наследник Газан налазио у Хорасану, далеко од престонице Табриза; премда је Кијакато вероватно само владао у име Газана, као регент. Према причањима Марка Пола, Газан се страшно разбеснео када је чуо за Кијакатове поступке и запретио је да ће му се осветити као Аргун Ахмед-кану, али због опасности од напада непријатеља није смео да напусти свој положај. У међувремену, сви остали су се покорили Кијакатовој власти, па га је и Курилтај признао за илкана.
Дошавши на власт, Кијакато је присвојио Аргунове жене и препустио се уживањима са њима. У међувремену, настављено је пропадање последњих крсташких упоришта на Истоку. У тренутку Кијакатовог ступања на власт, 1291. године, мемлучки султан Халил је освојио Акру и извршио тежак масакр над становништвом, док је преживеле продао у робље. Недуго затим уследио је пад Тира, Сидона и Бејрута, тако да су крсташима у Светој земљи остала само два безначајна утврђења, Тортоса и Арвад, док је једина преживела крсташка држава била Кипарска краљевина.

### Посета Марка Пола
Године 1293. у Ормузу се искрцао Марко Поло са великом пратњом водећи Кутај-катун, супругу за Аргуна, не знајући да је он умро. На питање путника шта треба да чине са девојком коју су довели, Кијакато им је одговорио да треба да је представе Газану. Пошто су одвели Кутај-катун Газану до Каспијских врата, Полови су се вратили у престоницу Табриз, где су се задржали чак девет месеци. На поласку, илкан их је снабдео златним плочицама, од којих је свака била дужине једног лакта, ширине пет педаља и тежине чак 3-4 марке злата.
Марко Поло говори да су ови пасоши у виду златних плочица били веома моћни:
Дакле, да се према тројици амбасадора, као представницима Великог кана, на целој његовој територији треба опходити са пуним поштовањем, да њихове трошкове треба узимати на себе, и да им треба обезбеђивати неопходну пратњу. Све ово је било у складу са приликама и на многим местима штитило их је по 200 коњаника...
Војна пратња им је, заиста, била неопходна, јер је Кијакато био омрзнут и људи су били склони препадима и изазивању нереда. На путу им је стигла вест да је Кублај-кан преминуо, што је у потпуности окончало све изгледе о њиховој поновној посети Далеког истока, али заштита под којом су били трајала је и даље. Стигавши до Трапезунта наставили су западно уз обалу Црног мора до Константинопоља, а потом даље на запад стигавши у Венецију 1295. године.

### Финансијске реформе
Током Кијакатове владавине дошло је до велике инфлације. Да би поправио тешко финансијско стање које је тим настало, илкан је, угледајући се на своје рођаке из династије Јуан, покушао да успостави систем промета папирног новца. Концепт папирног новца био је туђ тамошњим трговцима, а незадовољство се граничило са побуном коју Кијакато не би могао угушити. Уместо да ризикује да изгуби власт, Кијакато је из употребе повукао папирни новац.

## Смрт
Дана 24. марта 1295. Кијакато је умро насилном смрћу. По причањима Марка Пола, био је отрован. После његове смрти место илкана је уграбио Баиду, његов брат од стрица.

## Породично стабло
|  |                                               |  |  |  |  |  |  |  |  |  |  |  |  |  |  |  |
|  | 16. Џингис-кан, Велики кан Монголског царства |  |  |  |  |  |  |  |  |  |  |  |  |  |  |  |
|  |                                               |  |  |  |  |  |  |  |  |  |  |  |  |  |  |  |
|  |                                               |  |  |  |  |  |  |  |  |  |  |  |  |  |  |  |
|  | 8. Толуј, регент Монголског царства           |  |  |  |  |  |  |  |  |  |  |  |  |  |  |  |
|  |                                               |  |  |  |  |  |  |  |  |  |  |  |  |  |  |  |
|  |                                               |  |  |  |  |  |  |  |  |  |  |  |  |  |  |  |
|  | 17. Борте                                     |  |  |  |  |  |  |  |  |  |  |  |  |  |  |  |
|  |                                               |  |  |  |  |  |  |  |  |  |  |  |  |  |  |  |
|  |                                               |  |  |  |  |  |  |  |  |  |  |  |  |  |  |  |
|  | 4. Хулагу-кан, илкан                          |  |  |  |  |  |  |  |  |  |  |  |  |  |  |  |
|  |                                               |  |  |  |  |  |  |  |  |  |  |  |  |  |  |  |
|  |                                               |  |  |  |  |  |  |  |  |  |  |  |  |  |  |  |
|  | 18. Џаха Гамбу                                |  |  |  |  |  |  |  |  |  |  |  |  |  |  |  |
|  |                                               |  |  |  |  |  |  |  |  |  |  |  |  |  |  |  |
|  |                                               |  |  |  |  |  |  |  |  |  |  |  |  |  |  |  |
|  | 9. Соркохтани Беки                            |  |  |  |  |  |  |  |  |  |  |  |  |  |  |  |
|  |                                               |  |  |  |  |  |  |  |  |  |  |  |  |  |  |  |
|  |                                               |  |  |  |  |  |  |  |  |  |  |  |  |  |  |  |
|  | 2. Абака-кан, илкан                           |  |  |  |  |  |  |  |  |  |  |  |  |  |  |  |
|  |                                               |  |  |  |  |  |  |  |  |  |  |  |  |  |  |  |
|  |                                               |  |  |  |  |  |  |  |  |  |  |  |  |  |  |  |
|  | 5. Јисунџин-катун                             |  |  |  |  |  |  |  |  |  |  |  |  |  |  |  |
|  |                                               |  |  |  |  |  |  |  |  |  |  |  |  |  |  |  |
|  |                                               |  |  |  |  |  |  |  |  |  |  |  |  |  |  |  |
|  | 1. Кијакато                                   |  |  |  |  |  |  |  |  |  |  |  |  |  |  |  |
|  |                                               |  |  |  |  |  |  |  |  |  |  |  |  |  |  |  |
|  |                                               |  |  |  |  |  |  |  |  |  |  |  |  |  |  |  |
|  | 3. Нукдан-катун                               |  |  |  |  |  |  |  |  |  |  |  |  |  |  |  |
|  |                                               |  |  |  |  |  |  |  |  |  |  |  |  |  |  |  |
|  |                                               |  |  |  |  |  |  |  |  |  |  |  |  |  |  |  |